# 道爺廍
道爺廍，是臺灣高雄市鳳山區的一個傳統地域名稱，位於該區西部。相較於今日行政區，其範圍大致包括新強里東北半部、協和里不含北部邊界地帶、興中里、國隆里、新富里北部凸出部分的東北半部、國光里、國富里、國泰里、興仁里西南半部、和興里不含西南端及東北端、和德里南半部。
本地區境內主要聚落為道爺廍、下菜園，設有鳳西國中、忠孝國中、鳳西國小、忠孝國小。

## 歷史
台灣日治初期，道爺廍地區為一街庄，稱為「道爺廍庄」（舊制街庄），隸屬於大竹里。該庄昔日西北與五塊厝庄為鄰，北與新庄仔庄為鄰，東北與鳳山街為鄰，東南邊為竹仔腳庄、灣仔頭庄，南邊為七老爺庄，西南邊為新甲庄。
1901年（日治明治三十四年）11月11日，全台廢縣廳改設二十廳，該庄隸屬於鳳山廳。1904年（明治三十七年）5月3日，該庄編入「七老爺區」，隸屬於鳳山廳。1909年（明治四十二年）10月25日，全台合併二十廳為十二廳，七老爺區改隸屬於臺南廳。1920年（大正九年）10月1日，全台地方制度大改正，廢十二廳改設五州二廳，該庄改制為「道爺廍」大字，隸屬於高雄州鳳山郡鳳山街（新制街庄）。
戰後鳳山街改制為鳳山鎮，隸屬於高雄縣，大字亦改制為里。1950年（民國39年）10月1日，高、屏分治，鳳山鎮仍隸屬於高雄縣。1972年（民國61年）7月1日，鳳山鎮升格為鳳山市。2010年（民國99年）12月25日，高雄縣、市合併為直轄高雄市，鳳山市改制為鳳山區。

## 聚落
本地區發展較早的聚落為道爺廍、下菜園，在日治初期的官方地圖上已有記載。

## 交通
高雄捷運橘線是高雄捷運系統的東西向路線，經過本地區北部邊界地帶外緣，並在近處設有鳳山西站、鳳山站。由此等可前往高雄捷運沿線各站。
省道台1戊線是高雄至後庄的幹道，經過本地區東北角。由該道路西行可前往苓雅區、三民區，並止於省道台1線轉角路口；東行可前往鳳山區鳳山市區、大寮區西北部，並止於磚子磘地區後庄聚落西南側的省道台1線轉角路口。

市道183號是楠梓至五甲的道路，經過本地區東南部。由該道路北行可前往鳳山區鳳山市區、鳥松區、仁武區、楠梓區等地；南行可前往鳳山區西南部的五甲地區，並止於鳳山區與前鎮區邊界地帶的省道台17線路口。
區道高69線是大華至五甲的道路，經過本地區的道爺廍聚落南側。

## 學校
- 鳳西國中
- 忠孝國中
- 鳳西國小
- 忠孝國小

## 公務機關
- 高雄市政府警察區鳳山分局新甲派出所